# 小川順子
小川 順子（おがわ じゅんこ、1957年1月14日 - ）は、日本の元演歌歌手。広島県呉市仁方町出身。旧姓での本名：尾川順子。長良事務所所属（当時）。

## 来歴
- 順心女子学園高校在学中の1975年4月、徳間音工から『夜の訪問者』でデビュー。軽いハスキーな声を回すようにして歌う独得の歌唱が受け、同曲は大ヒットした。続く『男の世界』もまずまずのヒット。
- 同年末の「第17回日本レコード大賞」他、多くの新人賞を受賞した。この年は細川たかし、岩崎宏美、片平なぎさ、太田裕美らと最優秀新人賞を争った。当時は「第二の藤圭子」ともいわれ、自身も本格的な演歌を望んでいた。
- しかし会社の方針で正統派の演歌を歌わないまま、その後はヒットに恵まれず、3年後の1978年3月をもって芸能界を引退。当時のマスコミ発表では、母親が病気で倒れて看病をするため、との説明だった。
- その後、産婦人科医院長でもあり衆議院議員（自民党、比例東京）の赤枝恒雄と結婚。

## 人物
- 中学時代に器械体操で県大会入賞。
- 父親は瀬戸内海航路の船長。
- 2年先輩となる浅田美代子と仲が良く、浅田の話に時折名前が出る。小川の娘がニューヨークの大学を卒業した2007年には、浅田は小川と一緒に卒業式に参加した[1]。

## ディスコグラフィ
- 全てミノルフォンからリリース。

### シングル
| # | 発売日         | A/B面 | タイトル               | 作詞         | 作曲       | 編曲         | 規格品番 |
| - | -------------- | ----- | ---------------------- | ------------ | ---------- | ------------ | -------- |
| 1 | 1975年 4月1日  | A面   | 夜の訪問者             | 石坂まさを   | 城賀イサム | 伊藤雪彦     | KA-539   |
| 1 | 1975年 4月1日  | B面   | 恋はひとりぼっち       | 石坂まさを   | 城賀イサム | 伊藤雪彦     | KA-539   |
| 2 | 1975年 10月1日 | A面   | 男の世界               | 石坂まさを   | 城賀イサム | 高橋五郎     | KA-560   |
| 2 | 1975年 10月1日 | B面   | さみしい夜の出来事     | 石坂まさを   | 城賀イサム | 伊藤雪彦     | KA-560   |
| 3 | 1976年 2月1日  | A面   | 恋もあなたもさようなら | 石坂まさを   | 城賀イサム | あかのたちお | KA-579   |
| 3 | 1976年 2月1日  | B面   | 愛はうしろ姿           | 石坂まさを   | 城賀イサム | あかのたちお | KA-579   |
| 4 | 1976年 5月20日 | A面   | 過ち                   | 吉田健美     | 杉本真人   | 竜崎孝路     | KA-1001  |
| 4 | 1976年 5月20日 | B面   | 忘却旅行               | 石坂まさを   | 城賀イサム | あかのたちお | KA-1001  |
| 5 | 1976年 11月1日 | A面   | お返事下さい           | ちあき哲也   | 杉本真人   | 竹村次郎     | KA-1023  |
| 5 | 1976年 11月1日 | B面   | 煙草のけむり           | 石坂まさを   | 城賀イサム | 竜崎孝路     | KA-1023  |
| 6 | 1976年 12月1日 | A面   | 夕陽                   | 有馬三恵子   | 平尾昌晃   | 竜崎孝路     | KA-1030  |
| 6 | 1976年 12月1日 | B面   | 誰も悪くないのに       | 有馬三恵子   | 平尾昌晃   | 竜崎孝路     | KA-1030  |
| 7 | 1977年 4月1日  | A面   | あたしにそっくり       | さいとう大三 | 川口真     | 川口真       | KA-1048  |
| 7 | 1977年 4月1日  | B面   | 好きなあなたと暮したい | 石坂まさを   | 城賀イサム | 伊藤雪彦     | KA-1048  |
| 8 | 1977年 9月1日  | A面   | どうするヨコハマ       | 山口洋子     | 城賀イサム | 若草恵       | KA-1068  |
| 8 | 1977年 9月1日  | B面   | 酔いどれ               | 山口洋子     | 城賀イサム | 伊勢谷丈治   | KA-1068  |

### アルバム
- 演歌だ18歳（1975年9月、KC-7035）
- 十九の恋唄（1976年5月、KC-7044）
- 涙色の世界（1976年12月、KC-7054）

### タイアップ曲
| 年     | 楽曲 | タイアップ                                        |
| ------ | ---- | ------------------------------------------------- |
| 1976年 | 夕陽 | フジテレビ系ドラマ「刑事物語・星空に撃て!」主題歌 |

## テレビドラマ
- ポーラテレビ小説 / お美津（1975年、TBS）
- 大江戸捜査網  （12ch / 三船プロ）
  - 第176話「腰抜け武士道」（1975年） - 春駒 役
  - 第233話「恋に舞う非情の掟」（1976年） - 大岡梢 役
- 伝七捕物帳 第117話「紫房の十手が許さねえ！」